# Oscar Soldati
Oscar Soldati (Buenos Aires, 1900 - ibídem, 30 de julio de 1981) fue un actor argentino de la década de oro de la cinematografía de Argentina.

## Carrera
Soldati brilló como un eximio actor durante las décadas de 1930 y 1940, compartiendo escena con grandes estrellas del momento como Tita Merello, Irma Córdoba, Maruja Pacheco Huergo, Pepita Muñoz, Santiago Gómez Cou, Raimundo Pastore y Homero Cárpena.

### Cine
- 1937: El forastero
- 1938: El gran camarada
- 1938: La ley que olvidaron como Belindo
- 1941: Hay que casar a Ernesto
- 1941: Al toque de clarín
- 1946: Tres millones y el amor
- 1946: Soy un infeliz
- 1950: Arrabalera
- 1950: El cantor del pueblo[1]
- 1971: El ayudante

### Televisión
En la pantalla chica integró el elenco del Teatro de los sábados en 1965, encabezada por la primera actriz española Lola Membrives.

### Teatro
Soldati fue un gran actor de teatro, generalmente del género de la comedia. Trabajó con maestros del arte escénico como Roberto Escalada, Noemí Laserre, Francisco de Paula, Delfy de Ortega, Carmen Caballero, Blanca Tapia, Alicia Bellán, Lely Morel, Eber Lobato, Fernando Borel, Hugo Pimentel, Miguel Ligero, Julián Bourges, Rafael Barreta, Argentino Ledesma, entre muchos otros.
Se inició en la escena nacional bajo la dirección de Pablo Podestá. Luego pasó por los elencos de la Compañía Vittone-Pomar y en los encabezados por Enrique Muiño y por Orfilia Rico. Hizo giras por el extranjero, recorriendo España con la compañía de Paulina Singerman hasta que estalló la guerra civil y la costa del Pacífico con la de Camila Quiroga.
En 1937 y con la "Compañía Argentina de Comedias Eva Franco" estrenó  en el Teatro Astral la obra Joven, viuda y estanciera, junto a Pepita Muñoz, Alberto Bello, Herminia Franco, Juan Carlos Croharé y Fernando Ochoa
En 1949 regresó con la obra ¿Sabe usted plantar repollos?, estrenada en el Teatro Empire, junto con Hugo Pimentel, María Santos, Eloísa Cañizares, Manuel Collado, Yeya Duciel y Juan Carlos Altavista.
En 1954 hizo la obra El vivo vive del zonzo de Antonio Botta y Marcos Bronenberg, estrenado en el Teatro Boedo, y junto a un elenco compuesto por Agustín Miranda Castro, Oscar Freire, Iván Grondona, Betty Laurenz, María Esther Paonessa, Pepe Ratti, Alicia Rojas, Mangacha Gutiérrez y Concha Sánchez.
En 1961 trabajó en la obra Un muchacho llamado Daniel, de Malena Sandor, en el Teatro Ateneo acompañando a Marta González, Mary Parets, Ricardo Petraglia y Ricardo Salinas
Durante la década de 1960 actuó asiduamente en la compañía encabezada en el Teatro Cómico por Lola Membrives. Trabajó además en los teatros Ópera, Politeama y Avenida.

### Otras actividades
En 1919, Soldati, fue uno de los socios fundadores de la Asociación Argentina de Actores, junto con otros artistas como Pepita Férez, Ricardo Albarrán, Carlos Pibemat, María Esther Duckse, María Esther Zucchl, entre otros, y luego de retirarse de la actuación integró la dirección de la Casa del Teatro.

## Vida privada
Estuvo casado desde 1947 con la primera gran actriz Lydia Lamaison, con quien compartió importantes obras teatrales hasta su muerte en 1981. El matrimonio no tuvo hijos.